# التضليل في الأزمة الأوكرانية الروسية 2021-22
يشير التضليل الأزمة الأوكرانية الروسية 2021-22 إلى المعلومات المضللة التي وزعتها الوكالات الحكومية فيما يتعلق بالأزمة بين البلدين في 2021-22.

## الأهداف والإسناد
في يناير 2022، تضمنت أهداف التضليل (معلومات مضللة تهدف إلى الخداع المتعمد) التي وزعتها السلطات الروسية استخدام «قضايا الوتد» لزرع الشقاق بين الدول الغربية الداعمة لأوكرانيا؛ لمواجهة المواضيع التي يروج لها حلف شمال الأطلسي؛ لإنشاء حالة إنكار معقولة لانتهاكات حقوق الإنسان التي ارتكبتها القوات الروسية؛ ولإيجاد سبب للحرب لغزو لأوكرانيا.
تهدف المعلومات المضللة المنسوبة إلى كل من أوكرانيا وروسيا منذ بداية الحرب الروسية الأوكرانية عام 2014 إلى إظهار تورط الطرف الآخر في انتهاكات خطيرة لحقوق الإنسان.

## تأثيرات
في فبراير 2022، حكم إليت هيغينز من بيلنجكات أن جودة مقاطع الفيديو الروسية للتضليل قد ضعفت، لكنها ظلت فعالة بشكل خاص بالنسبة للجيل الأكبر سنًا من الروس.

## موضوعات التضليل

### التسجيل المسبق للنداء «العاجل» للإخلاء
في 18 فبراير 2022، بث قادة جمهورية دونيتسك الشعبية وجمهورية لوغانسك الشعبية، الانفصاليتين في أوكرانيا والمشاركتين في حرب دونباس، ما تم تقديمه على أنه نداء عاجل للمواطنين للإخلاء إلى روسيا. أظهرت البيانات الوصفية من البرنامج أنه تم تحميل التسجيلات قبل يومين، في 16 فبراير.

### محاولات اغتيال وهمية
وبحسب بيلنجكات، فقد تم بث قصف مفترض لـ «قائد شرطة انفصالي» من قبل «جاسوس أوكراني»، على التلفزيون الحكومي الروسي، مع إظهار أدلة مرئية على تفجير «عربة عسكرية خضراء» قديمة. كانت لوحة تسجيل السيارة القديمة هي الخاصة بقائد الشرطة الانفصالي، لكن اللوحة نفسها شوهدت أيضًا على سيارة دفع رباعي مختلفة وجديدة.
في 18 فبراير 2022، عرضت جمهورية لوغانسك الشعبية شريط فيديو يظهر إزالة سيارة مليئة بالمتفجرات كانت معدة لتفجير قطار مليء بالنساء والأطفال تم إجلاؤهم إلى روسيا. أظهرت البيانات الوصفية للفيديو أنه تم تسجيله في 12 يونيو 2019.

### محاولات تخريب وهمية
أصدرت جمهورية دونيتسك الشعبية مقطع فيديو في 18 فبراير 2022 زُعم أنه يُظهر بولنديين يحاولون تفجير خزان كلور. تم توزيع الفيديو من قبل وسائل الإعلام الروسية. أظهرت البيانات الوصفية للفيديو أنه تم إنشاؤه في 8 فبراير 2022، وتضمنت مزيجًا من مقاطع صوتية أو فيديو مختلفة، بما في ذلك فيديو من يوتيوب من العام 2010 من ميدان إطلاق نار عسكري في فنلندا.
عزت المخابرات الأوكرانية المسؤولية عن الفيديو إلى مديرية المخابرات الرئيسية.

### احتجاج وهمي في موسكو لمناهضة الحرب
أظهرت مجموعة StopFake، وهي مجموعة أوكرانية لتقصي الحقائق، أن صور احتجاج في عام 2014 قد استخدمت للادعاء الخاطئ بأن «احتجاجًا كبيرًا مناهضًا للحرب» وقع في موسكو خلال الأزمة الأوكرانية الروسية 2021–22.

### ادعاء الإبادة الجماعية في دونباس
في منتصف فبراير 2022، ادعى الرئيس الروسي فلاديمير بوتين أن أوكرانيا تنفذ إبادة جماعية في دونباس. فسرت صحيفة الغارديان نبش القبور الجماعية للضحايا الذين قُتلوا في عام 2014 خلال حرب دونباس في عام 2021 على أنها «مستخدمة سياسيًا» لإعطاء انطباع «مضلل للغاية» بأن الإبادة الجماعية كانت تحدث.

## ردود الفعل
نشرت وزارة الخارجية الأمريكية والدائرة الأوروبية للشؤون الخارجية أدلة تهدف إلى الرد على المعلومات الخاطئة الروسية.